# Rick Hunolt
Richard Edward "Rick" Hunolt (1 de julio de 1963 en Berkeley, California, Estados Unidos) es un guitarrista de heavy metal, exintegrante de la banda de thrash metal Exodus.

## Carrera
Es popular por haber pertenecido a la banda de thrash metal Exodus. Se unió a la banda en 1983, reemplazando a Mike Maung, quien a su vez era el reemplazante del guitarrista Kirk Hammett, el cual dejó Exodus para unirse a Metallica. Rick participó en todos los discos de Exodus en los años ochenta y noventa, compartiendo la guitarra junto a Gary Holt (juntos eran conocidos como el "Equipo H") hasta el hiato de la agrupación en 1993. Estuvo con la banda de nuevo en las reuniones de 1997 y 2001, así como en algunos conciertos en el año 2012.

## Equipo
Rick Hunolt empezó utilizando una replica flying v hecha de palizandro brasileño con Seymour duncan Jb/jazz.. en los 80s usa guitarras Ibanez y Jackson. En el 2012 se lo puede ver con una Schecter V Classic.. Actualmente se lo ha visto con LTD GH 600 y Gibson Les Paul Black Beauty. Fue uno de los estudiantes del virtuoso guitarrista Joe Satriani.